# Chlorops emiliae
Chlorops emiliae är en tvåvingeart som beskrevs av Smirnov 1967. Chlorops emiliae ingår i släktet Chlorops och familjen fritflugor. Inga underarter finns listade i Catalogue of Life.